# 天生镇
天生镇，是中华人民共和国四川省达州市宣汉县下辖的一个乡镇级行政单位。2020年6月，撤销七里镇，将其所属行政区域划归天生镇管辖。

## 行政区划
天生镇下辖以下地区：
仙桥社区、大路沟村、天生村、关门石村、进步村、安寨村、西山村、长石村和油石村。